# Regione di San Martín
San Martín è una regione del Perù di 669 973 abitanti, che ha come capoluogo Moyobamba.

## Geografia antropica

### Suddivisioni amministrative
La regione è suddivisa in 10 province che sono composte di 77 distretti. Le province, con i relativi capoluoghi tra parentesi, sono:
- Bellavista (Bellavista)
- El Dorado (San José de Sisa)
- Huallaga (Saposoa)
- Lamas (Lamas)
- Mariscal Cáceres (Juanjuí)
- Moyobamba (Moyobamba)
- Picota (Picota)
- Rioja (Rioja)
- San Martín (Tarapoto)
- Tocache (Tocache)